# Gata Cattana
Ana Isabel García Llorente, más conocida por sus nombres artísticos Gata Cattana y Ana Sforza (Adamuz, Córdoba, 11 de mayo de 1991 - Madrid, 2 de marzo de 2017) fue una rapera, poetisa, feminista y politóloga española.

## Trayectoria profesional
Ana Isabel García Llorente estudió bachillerato de humanidades y decidió estudiar Ciencias Políticas en Granada, más tarde se trasladó a Madrid a estudiar un máster.
Atraída por el mundo de la música desde pequeña estudió solfeo en la escuela de su pueblo, con catorce años comenzó a cantar en eventos populares donde destacó por su voz y ejecución. Después formó parte de un grupo flamenco, Aquí pongo la Era, del que salió un disco titulado Carpe diem donde combinó ritmos musicales incluyendo el rap.Posteriormente formó un grupo, con su mejor amiga Anabel, llamado Cattana unión entre Gata y Ana. Hasta que conoció el mundo del rap, gracias a su primo, donde poesía y música encajaban para ella. 

Es una música con mucho contenido y bastante dura, en contraste con toda la música light, vacía y políticamente correcta que sonaba en la radio, creo que eso fue lo que más me gustó.

En 2013, tras la disolución del grupo Ana Isabel García Llorente decidió adoptar Cattana como apellido en honor de dicho grupo.El nombre artístico Gata Cattana surge como una proyección de los deseos por convertir a la niña que era en la mujer actual, en la que escribe y actúa, sin embargo, el personaje, en palabras de la autora, la ha poseído. Al final Ana Isabel pasa a convertirse en lo que escribía, en la proyección de lo que pensaba. Mientras que a sí misma se define como una chica normal, de un pueblo recóndito y volcada en la poesía, sensible y comprometida, más filosófica y profunda que el personaje de Gata Cattana, que es la combativa y que domina, viniendo a reiterar lo anterior. 
Desde 2014 intervino en sesiones de micro abierto por toda España y comenzó a ser conocida.Terminados sus estudios, Ana Isabel García Llorente apostó por dedicarse por la música y comenzó a crear temas propios, publicándolos en redes sociales y participando en numerosos eventos habitualmente acompañada y apoyada por sus amigos y compañeros Carlos Esteso (como DJ y editor de algunos videoclips) y Ángel artísticamente conocido como Aenegé el cual coreaba sus directos.
En 2011 firmó con la compañía de Taste the Floor su carrera se expandió de forma multitudinaria.
Definía su rap como hecho para gente despierta que constantemente estaba informada ya que solía recurrir a alusiones históricas o mitológicas para hacer referencia a eventos acaecidos en el presente, o al menos tener un carácter curioso. Por otra parte solía intentar transmitir sus mensajes e ideas de forma sutil, sobre todo en los últimos tiempos.
Murió a los 25 años debido a una anafilaxia, dejando en el aire la publicación de su disco Banzai que vio la luz el 19 de octubre de 2017. El coste de la publicación de su obra póstuma ha sido sufragado tanto por la familia, como amigos y gente que trabajó con ella. Su publicación supone un homenaje a Ana.

### Estilo musical
Gata Cattana preguntada por su estilo respondió 

Depende del álbum y de la canción. A veces es oscuro y cínico... otras veces es dulce y más melódico, otras más optimista... Lo que sí creo es que no es simplón ni fácil, es bastante profundo y poético casi todo lo que hago.

Además su obra

Se encuentra en un límite difuso entre la poesía y el rap.

Percibía la poesía como algo muy íntimo, que sacaba de dentro y era libre, sin ritmo mientras que en el rap primaba la musicalidad de las letras para que llegase a la gente. A partir de conocer el rap, unió de forma definitiva sus dos pasiones, música y poesía. Sus temas trataban de feminismo, problemas sociales, políticos y filosóficos. La poesía por la que más sentía predilección va del sarcasmo a la ironía a través del romanticismo, mediante el uso del humor muestra lo mágico de la vida, "lo hijoputa de la vida", y que conseguía "reflejar mucho, pero con muy poco". Se puede pensar su obra poética desde una perspectiva idealista y de destino, en su poesía son constantes las alusiones directas o indirectas a su propia muerte.
Como poeta crece al calor de recitales undergound -podemos verla recitando en una cueva de Granada- y del torneo de poesía en vivo Poetry Slam Granada, que ganaría en la temporada 2015, un formato que llegó a introducir en su ciudad, Córdoba, en marzo del mismo año 2015, y a la vez que desarrolla su faceta de rapera, sigue adentrándose en diferentes veladas del ámbito de la poesía (Versódromo 2015, o Poesía o Barbarie) o volviendo a Poetry Slam Granada como invitada de honor en febrero de 2016. Es precisamente en Granada donde conoce a DJ Toner en 2011, quien la anima a grabar en su estudio al ver su forma de escribir y contar historias, lo que deriva en la grabación de dos canciones por aquel entonces, las cuales permanecen inéditas sin haber sido publicadas hasta la fecha. Antes había participado en colaboraciones de diferentes artistas, siendo su primer tema publicado “Frenando el tiempo”.

### Influencias
En una de sus entrevistas, citaba a Quevedo y a Góngora, refiriéndose a ellos como más raperos que otros tantos de la actualidad, y afirmaba que en la actualidad ser poeta era ser rapero. Admiraba a muchos cantaores flamencos de todos los tiempos y en especial a Estrella Morente con la que se encontraba muy identificada. Uno de los artistas que más le influyó fue El Niño de Elche, que consideraba tenía el carácter reivindicativo que suele aparecer en su música, en la que el flamenco es un referente esencial. Otra de las constantes a lo largo de su obra son las alusiones a Lorca, así como a obras del autor, Yerma o La casa de Bernarda Alba.
De forma paralela, tiene una progresión en la que pasa de una lírica con referencias exclusivamente cultas a buscar reapropiarse de elementos de la cultura popular, no solo andaluza, sino que en general se refiere a las jergas españolas y el quinqui que de otra manera acabaría olvidada. Este último concepto afirma que se ha ido consagrando en los últimos tiempos.

### Su obra
Presentó un poemario autoeditado, La escala de Mohs en noviembre de 2016. Junto con el poemario publicó un EP titulado Inéditas. Más tarde de forma póstuma se ha vuelto a reeditar en varias ocasiones su único libro de una forma independiente por la editorial ARSCESIS en junio de 2017 y noviembre del mismo año.
Destacó por su destreza y sensibilidad a la hora de recitar sus poemas y consiguió integrarse en el panorama poético desde el principio de su participación, en 2014 llegando a quedar primera en Granada. Ese mismo año participó en el Slam a nivel nacional que se llevó a cabo en Palma de Mallorca quedando finalista. El 2016 fue su gran salto a la escena musical y poética al tiempo.

## Discografía
- Los siete contra Tebas (2012)
- Anclas (2015)
- Inéditos 2015 (2016)
- Banzai (2017)

## Su legado
Semanas antes de morir tocó en la madrileña sala El Sol. Deja un disco inédito, Banzai, que tenía prevista su publicación en la primera mitad del año 2017. En este último disco, realizó una introspección buscando todo aquello que pudiese aportar al rap y poder realizar al fin un álbum con un concepto claro y profundo, esta idea concuerda con el concepto que hay detrás del nombre del disco. La palabra banzai, de origen japonés, hace referencia al grito japonés de los samuráis cuando van a combatir o a suicidarse tras perder la batalla, para ella suponía su antes y después a la hora de crear el disco y que viera la luz, "Y es justamente eso el disco. Es como ir a la batalla y quedarme tranquila, soltarlo todo."
Artistas como Sara Socas, Santa Salut, Las Ninyas del Corro, Tribade o Queralt Lahoz hizo su propia versión de La prueba de Gata Cattana: «Pa’que llore mi mama, que llore la tuya, y ya no hay más ley que valga».
El 2 de marzo de 2023 se estrenó Eterna, una película documental sobre su vida, dirigida por Juan Manuel Sayalonga y David Sainz, quiénes ha homenajeado a Gata y a su obra, presentado meses antes en festivales como el Festival de Cine de Sevilla entre otros.